# مجدي يوسف
مجدي يوسف (ولد في 22 يوليو 1936)، أستاذ مصري في الأدب المقارن والدراسات الثقافية. عمل يوسف بالتدريس في العديد من الجامعات في أوروبا ومصر حتى تقاعده. وصفته الأهرام بـ"الناقد الثقافي الشهير". وهو معروف على نطاق واسع في العالم العربي بمداخلاته التحليلية التي تركز على "الاغتراب الثقافي" والتبادل غير المتكافيء" في حقل الثقافة. لقي كتابه "معارك نقدية" اهتمامًا عريضًا. كما شارك يوسف في فعاليات مؤتمرات الأدب المقارن في أمريكا اللاتينية وآسيا وأوروبا والولايات المتحدة الأمريكية، وكذلك في مجلات ودوريات مثل "الهلال" و"المجلة الدولية لدراسات الشرق الأوسط" (دار نشر جامعة كمبريدج) ومجلة "بحوث المسرح الدولية" (دار نشرجامعة أكسفورد). كما أنه أيضًا الرئيس المؤسس للجمعية الدولية للتداخل الحضاري ولا يزال ناشطًا في الاشتباك في الجدالات النظرية ذات الصلة بالعلاقات بين الثقافات والأدب المقارن. 
يوسف عضو أيضًا في جمعية الدراسات الإسلامية بكوليج دو فرانس (باريس). كما أنه عضو في الجمعية الدولية لعلم الاجتماع (ISA)، والجمعية الدولية لعلماء الاجتماع الناطقين با الفرنسية، وجمعية بريخت الدولية، ومقرها في الولايات المتحدة الأمريكية، والجمعية المصرية لنقاد الفن التشكيلي، وكذلك الجمعية الدولية للأدب المقارن. كما أن مجدي يوسف عضو باتحاد كتّاب مصر والاتحاد الكتّاب الألماني.
يُعرف يوسف خارج النطاق الأكاديمى على نطاق واسع كناقد للتطورات المعاصرة وكناقد ثقافي من قبل عدد من الصحف اليومية والأسبوعية مثل صحيفة الآيريش تايمز، والمصري اليوم، والقاهرة، وجريدة الأهرام اليومية، والأهرام إبدو، والأهرام ويكلي، إلى جانب وسائل الإعلام الأخرى في العالم العربي والبرازيل وكندا والصين وفرنسا وألمانيا والولايات المتحدة.

## النشأةوالتكوينالعلمي
مجدي يوسف من مواليد القاهرة. وبعد الانتهاء من دراسته لعلمي النفس والاجتماع بجامعة عين شمس بالقاهرة واستكمال الدراسات العليا في ألمانيا، حصل يوسف على درجة الدكتوراه من كلية العلوم الاجتماعية بجامعة بوخوم الألمانية (معترف بها من قبل المجلس الأعلى للجامعات المصرية كمعادلة لدرجة الدكتوراه في مصر). تعاون مع المستشرقة الألمانية آن ماري شميل من العام 1963 إلى العام 1971، مترجمًا النصوص الأدبية والفلسفية ومساهمًا في تحرير مجلة «فكر وفن». لديه ولدان.

## المسار الأكاديمي
درّس يوسف في الجامعات الألمانية منذ العام 1965. أسس ودرّس بعد مناقشات وجدل مكثفة مع المستشرقين التقليديين مادة «الأدب والثقافة العربية الحديثة والمعاصرة» بجامعة كولونيا. حيث كان قد ظلّ الأدب العربي الحديث والمعاصر مُتجاهَلاً على نطاق واسع في الأكاديمية الألمانية (المتخصصة في اللغة العربية الفصحى والتراث الإسلامي). واستمر يوسف في تدريس هذه المادة المستحدثة في جامعة كولونيا حتى العام 1971.
من أكتوبر 1971 إلى 1976، قام يوسف بتدريس «الأدب والثقافة العربية الحديثة» في كلية الآداب بجامعة بوخوم. ومنذ ذلك الحين، ثم انتقل بعدها لتدريس «التفاعلات بين التكوينات الاجتماعية والثقافية العربية والغربية في العصر الحديث» في كلية العلوم الاجتماعية بجامعة بوخوم على مستوى الدراسات العليا.
في الفترة من العام 1979 إلى 1981، استمر يوسف في التنقل بين بوخوم وطنطا، حيث كان يدرس «منهجية البحث» في قسم علم الاجتماع ومادة الأيديولوجيا في قسم الفلسفة بجامعة طنطا المصرية. وعمل أستاذًا لمناهج البحث في أكاديمية الفنون في القاهرة من الفترة من 1983 إلى 1984. كما عمل مجدي يوسف أستاذًا للأدب المقارن والدراسات المسرحية في كلية الآداب بجامعة القاهرة (من منتصف الثمانينيات إلى العام 2005). كما أنه عمل من العام 1988-1991 أستاذًا زائرًا لمنهجية البحث في كلية الإعلام بنفس الجامعة. وعمل يوسف أيضًا أستاذًا زائرًا بجامعة دبلن الموسومة «ترينتى كوليدج دبلن». كما درّس مناهج البحث في جامعة بون. وقد عُرضت عليه زمالة بحثية بجامعة برلين الحرة في العام 2014 حيث استمر بها حتى عام 2015,

## ناقدثقافيمهتمبالدراساتبينالثقافات
في العام 1976 نشر يوسف دراسة عن «بريخت في مصر» تكشف عن اهتمامه المنهجي الرئيس. شدد مجدي يوسف في هذه الدراسة التي أوضحت تأثير التفاعل العفوي بين الممثلين والجمهور في عروض «السامر» الشعبية على عروض مسرحيات بريخت المتقدّمة والممصرة على الجانب المتفاعل، وليس التلقى السلبي كعملية «متوضعة» سوسيو-ثقافيًا في سياق مصالح واحتياجات محددة. وقد لفت البروفيسور «ستيفان سانتير-سركاني» إلى قيمة هذه الدراسة. ورأى باحثون آخرون أن الدراسة قيّمة للغاية أيضًا، لاسيما «مارتن فرانتسباخ.» كما أشاد بهذا الكتاب الباحث المتخصص في دراسات بريخت «راينهولد جريم.» حيث كتب جريم أن «مقاربة يوسف مفيدة للغاية، بل أنها تعد مثلا ينبغى أن يحتذى من جانب أي بحث يتناول استقبال بريخت في العالم الثالث.» قام معهد جوته في تونس إدراكًا منه لأهمية منهج يوسف وصلته بالمسرح الحديث بدعوة يوسف في العام 1972 لإلقاء سلسلة من المحاضرات حول مسرح بريخت في العالم العربي. وفي تلك الأثناء، عرضت  ترجمته العربية لمسرحية بريخت «الموافق والمعارض» في ولاية الكاف التونسية، من إخراج منصف السويسي. ونتيجة لاهتمام يوسف المستمر بالمسرح باعتباره وسيطًا فعالًا للتفاعل الاجتماعي-الثقافي، فقد دُعِي لإلقاء المحاضرة الافتتاحية للندوة البحثية المصاحبة لمهرجان قرطاج المسرحى الدولى في صفاقس بتونس في العام 1995. كما أنه اختير في ذلك العام عضوًا بلجنة تحكيم مهرجان قرطاج الدولي.
ظلّ يوسف يختبر منهجه المنهجي لسنوات عديدة، ويعيد صياغته كلما دعت الحاجة إلى ذلك. ولم يكن البحث في الدراسات بين الثقافات والأدب المقارن مجرد انشغال محض أدبى بالنسبة له. بل مَوْضَع نفسه وسط كلٍ من السياقات الاجتماعية والسياسية. كما ذكر «بيتر هوروات» (ص 129) من أعمال المؤتمر الخامس عشر للرابطة الدولية للغات والآداب الحديثة الصادرة في ألولايات المتحدة بالإنجليزية. إنه كان من المفيد أن يوسف ناقش «نقديًا» «الصلات الاقتصادية والثقافية بين الأقطارالعربية والأوروبية في العصر الحديث» ذلك إنه رأى أن الصلة بين الاقتصاد والثقافة ليست عَرَضية.
ذهبت بعض التعليقات التي قام بها محررو «وقائع مؤتمر جمعية الأدب المقارن الدولية العاشر» (والذي نُشِر في العام 1985) أنه يمكن أن نجد «إحالات إلى التفسيرات والتحليلات الماركسية الجديدة» في البحث الذي قدمه يوسف في هذا المؤتمر. وسواء كان هذا الوسم الذي اقترحه كلٌ من «دي. دبليو. فوكيما» أو «إيه. سي. سميث»، أو كليهما مناسبًا، فهو عرضة للمزيد من النقاش. فقد عرّف معلقون آخرون أكثر دقة منهما أن يوسف شديد النقد لـ «المركزية الأوروبية» (وبالتالي «[الـ]مركزية الغربـ[ية]»).
وصف يوسف نفسه بأنه "منظّر لدراسات التبادل الثقافي"، هو ما يعكس اهتمامه بشكل أساسي بتحليل التفاعل بين "التكوينات السوسيو-ثقافية الحديثة والمعاصرة العربية مقابل الغربية". […] تتناول أبحاثه ودراساته [...] دراسة آليات العلاقات السوسيو-ثقافية بين مختلف التكوينات المجتمعية."
في أواخر تسعينيات القرن العشرين، لفتت دراسة نقدية بعنوان «خرافة الأدب الأوروبي» انتباه باحثين إيطاليين في جامعة «لاسابينزا» في روما، مثل «فرانكا سينوبولي»، و«أرماندو نيشي»، و«بيتر كارافيتا» الأستاذ بالجامعات الأمريكية. حيث أشار «كارافيتا» بشكل خاص لنقد يوسف المعرفى الفلسفى لإدوارد سعيد نظرًا لاعتماد سعيد على كل من «أورباخ» و«كورتيوس» في تكريسهما للمركزية الأوربية في نظرية الأدب، فقد رأى يوسف أن ذلك يمثل تناقضا في نقد سعيد لخطاب الاستشراق. وحسب: كارافيتا:، فإن يوسف قد وقف على حقيقة أن إدوارد سعيد من خلال تأثره بكل من أورباخ وكورتيوس، قد نظر إلى «الواقعية» باعبتارها ظاهرة «داخل الأدب.» أما يوسف فيرى أن الأدب، باعتباره منتجًا بشريًا، وباعتباره يقوم بوظيفته بصورة تفاعلية، فهو من ثم عملية اجتماعية في نهاية المطاف.
رأى «أرماندو نيشي» في دراسة يوسف «خرافة الأدب الأوروبي» إسهامًا نظريًا مهمًا بالنسبة لـ«شعرية التحرر من الاستعمار» التي تتحدى المفاهيم الأدبية الغربية المهيمنة في الأدب والمعيارية الأدبية الغربية.
حظيت آراء يوسف حول «الأدب العربي العام والمقارن» باهتمام واسع ولقيت استقبالاً كبيرًا، بمجرد نشرها باللغة الإنجليزية والإيطالية والأيرلندية. وبالمثل، تمتع أيضًا ملخص بحثه وآرائه المنهجية فيما يتعلق بـ«التحولات الأدبية والاجتماعية» (ذات الصلة بعلاقة الآداب الأوروبية والعربية) بالاهتمام خارج العالم الناطق بالإنجليزية. وكذلك لقي تحليله اهتمامًا فيما يتعلق بعدم توازن الترجمة من اللغات الغربية إلى اللغات غير الغربية وبالعكس، من اللغات المتجذرة فيما يسمى بالعالم الثالث إلى الإنجليزية وغيرها من «اللغات الرئيسية» الأخرى في نصف الكرة الشمالي. 

## الاشتباك في الجدل العربي والمصري والدولي حول العولمة والهيمنة الثقافية
في العام 2001، وصف الناقد محمود الورداني كتاب يوسف الجديد «من التداخل إلى التفاعل الحضاري» [كتاب الهلال، دار الهلال، 2001] بـ«الكتاب القيم» الذي «يتناول التحديات التي تفرضها العولمة على دول العالم الثالث. ويتمثل الشاغل الرئيسي للكتاب في كيف أن الشعوب فيما يدعى بصورة محض اختزالية» العالم الثالث«لا يمكن أن تكون مجرد مستهلكة للمعرفة بل هي منتجة لها بالمثل. وينقسم الكتاب إلى ثلاثة أقسام. يتناول القسم الأول منه المدخل النظرى نحو جدلية الذات والآخر في الوقت الحاضر، بينما ينصب القسم الثاني على تطبيق النظرية الموضحة في القسم الأول على أعمال مختارة من الأدب والفن. ويشتبك القسم الأخير في مناقشات نقدية مع عدد من الشخصيات المعروفة في الثقافة العربية.» 
وكما تشير إحدى المقالات في صحيفة «الأهرام ويكلي» إلى أن: " يوسف يصف عمل حياته كمحاولة طويلة الأمد لكي يؤسس في العقلية الأكاديمية الغربية لوجود ثقافة عربية معاصرة - بالمعنى الأوسع للكلمة. ويُصِرُّ على أن كل خطوة ناجحة على طريق إماطة اللثام عن الأفكار المسبقة الاستشراقية عن العالم العربي اعتمدت على حيوية مثل هذه الثقافة وإبداعها و"اختلافها الموضوعي."
وأشارت صحيفة الأهرام ويكلي مرارًا إلى نقد يوسف لهيمنة الميديا الغربية، ومن بينها الرسوم الكاريكاتورية المتلفزة والمطبوعة ذات طابع والت ديزني. وفي هذا السياق، أثار مقال يوسف «حواديت الأطفال العرب في زمن هيمنة ثقافة ديزني» اهتماما واسعا خاصة في إيطاليا من خلال ترجمته للإيطالية عن الانحليزية.
كما أشار أحد الكُتّاب بـ«الأهرام ويكلي» أنه وفقًا لما قاله يوسف، «الحواجز النفسية الخفية في الغرب تُعقِّد عملية التبادل الثقافي.» 
كما كان يوسف ناقدًا للبيروقراطية الثقافية لنظام مبارك والبيروقراطيات الثقافية في جامعة الدول العربية عندما كان العالم العربي «ضيف الشرف» في معرض فرانكفورت الدولي للكتاب في العام 2004. انتقد يوسف الأنظمة الديكتاتورية بشكل عام، بما فيها نظام مبارك. وحفزه التزامه بالديمقراطية على التعليق بانتظام على الأوضاع في مصر في صحيفة «المصري اليوم.» وأثارت بعض مقالاته في «المصري اليوم» جدلاً في وسائل الإعلام العربية المصرية، على سبيل المثال في الصحيفة الأسبوعية «القاهرة.» هنا، علق أحد أبرز كتاب الأعمدة المصريين والعرب، هو الأستاذ الراحل السيد ياسين، على سبيل المثال في 9 أكتوبر 2012 في مقاله الأسبوعي بعنوان «تأملات» على مقال مجدي يوسف «ما القراءة؟ وما الأمية؟» (نُشرت في صحيفة «المصري اليوم» في 28 سبتمبر 2012). وتصفه صحيفة «المصري اليوم» بـ «مجدي يوسف· كاتب كبير. أستاذ الأدب المقارن ومناهج البحث بجامعة القاهرة.»
بحسب أحد محاوريه، فإن الهدف الرئيس ليوسف بوصفه باحثا أكاديميا هو «العمل على وضع الثقافة العربية على قدم المساواة مع الغرب.»  وفي هذا السياق نشر كتابه الأخير بالإنجليزية والفرنسية في دار نشر علماء جامعة كمبردج: الإسهام العربى المعاصر في الثقافة العالمية: حوار عربى -غربى (2018).
وفي معرض شرحه لأوجه القصور في البرنامج الثقافي لجامعة الدول العربية خلال معرض فرانكفورت للكتاب في العام 2004، «أكد أستاذ الأدب المقارن مجدي يوسف على مسائل علمية» - أبرزها «فشل البرنامج في الانتباه إلى الإنجازات العربية في العلوم الطبيعية، وهي السقطة التي تؤكد [من وجهة نظر يوسف] الفكرة [المغلوطة] أن العرب لم يساهموا بأي شيء في المعرفة المادية منذ قرون.»
وسعى مؤتمر «الرابطة الدولية لدراسات التداخل الحضارى» في العام 2009 (والذي نظمه يوسف) وعُقِد في مقر اليونسكو في باريس إلى تصحيح هذا المفهوم، حيث قام باحثون من مختلف التخصصات سواء من الغرب أو العالم العربي، بتقييم الإسهام العربي في «الثقافة العالمية» في نطاق واسع من المجالات التي تشمل العلوم الطبيعية والاجتماعية وكذلك الأدب والفنون (متمثلة في مدرسة حسن فتحى المعمارية، وتلميذه راسم بدران المعمارى الفلسطينى الشهير).

## أنشطة تحريرية
أدرج يوسف كمستشار في هيئة تحرير «سطور» (مجلة أدبية وثقافية شهرية في القاهرة ولندن). كما أنه أيضًا مستشار لهيئة تحرير «حولية الأدب المقارن» (التي تصدرها جامعة القاهرة)، وهو محرر سلسلة كتب يشرف على إصدارها عن دار نشر «علماء كمبردج» تحت عنوان: نحو ثقافة عالمية عقلانية بحق. Towards a Really Rational World Culture.

## قراءة إضافية
- Armando Gnisci, Una Storia Diversa [A Different History of World Literature], Roma (Meltemi Editore) 2001.
- Armando Gnisci, “Letteratura Globale e Letteratura dei Mondi”, in: Sinopoli, F. (ed.), La letteratura europea vista dagli altri, Roma (Meltemi Editore) 2003.
- Peter Horwath et al. (eds), Humanism and the Good Life, Proceedings of the Fifteenth Congress of the World Federation of Humanists, New York (Peter Lang) 1998.
- Stephane Santerres- Sarkany, Théorie de la littérature, Paris (P.U.F. / Que sais-je ?) 1990
- Franca Sinopoli (ed.), La letteratura europea vista dagli altri, Roma (Meltemi Editore) 2003.
- Franca Sinopoli (ed.), Il mito della letteratura europea, Roma (Meltemi Editore) 1999.

## الأعمال المنشورة
- (مجموعة مختارة من أهم الكتب والمقالات)Magdi Youssef, Brecht in Aegypten: Versuch einer literatursoziologischenDeutung,Bochum(Brockmeyer Universitaetsverlag) 1976 (مسرح برخت في مصر: دراسة سوسيوأدبية في سبر أغوار عمليات تلقيه).
- مجدى يوسف: التداخل الحضارى بين العالم العربي والغرب في العصر الحديث، في: حولية التداخل الحضارى، بوخوم، 1983، ص 11- 47.Magdi Youssef, The Socio-Cultural Interaction Processes between the Arab World and the West in Modern Times, in: Intercultural Studies, Bochum, 1983, pp. 11–47.
- مجدى يوسف: سوسيولوجيا نشأة وتطور الأشكال المسرحية الأوربية في الآداب العربية المعاصرة، في أعمال المؤتمر السابع للجمعية الدولة للأدب المقارن ن 1980.Magdi Youssef (Bochum), “Sociology of the Emergence and Development of European Forms of Theatre in Modern Arabic Literatures,” in: Actes du VIIIe Congrès de L'Association Internationale de Littérature Comparée: Littératures de diverses cultures au vingtième siècle. (International Comparative Literature Association. Congress), ed. by Béla Köpeczi, György Mihály Vajda – 1980, pp.  207ff.
- مجدى يوسف: التداخل الحضارى والاستقلال الفكرى، القاهرة، هيئة الكتاب، 1963، ط2 مكتبة الأسرة، 2006. 20012001Magdi Youssef, al-Tadakhul al-Hadari wa'l Istiqlal al-Fikri (Socio-Cultural Interference and IntellectuaI ndependence), Cairo 1993. (In Arabic).
- مجدى يوسف: المسرح البرختى والتحولات الاجتماعية في مصر (1954-1971), في: دورية كلية الآداب جامعة القاهرة، رقم: 63، لعام 1994، ص 59-71، وقد افتتح بهذه الدراسة العدد الأول من الدورية الإلكترونية:«خشبات المسرح العربي» الصادرة في نيويورك باللغة الإنجليزية.. Magdi Youssef, “Brecht’s Theatre and Social Change in Egypt (1954-71),” in: Bulletin of the Faculty of Arts, Cairo University Press, No. 63, May 1994, pp. 59–73. Republished in the first issue of:www.arabstages.org
- مجدى يوسف: نحو تعدد مركزيات معايير الأدب: الإسهام العربي نموذجا، في: أعمال المؤتمر التاسع عشر للاتحاد الدولى لجمعيات اللغات والآداب، برازيليا، 1996. Magdi Youssef, “Towards a Multi-Centric Literary Canon: The Arab Contribution, in: Language and Literature Today”, in: Proceedings of the 19th Triennial Congress of the International Federation for Modern Languages and Literatures, pp. 496–498 (abstract), in: Language and literature today: proceedings of the XIXth triennial congress of the International Federation for Modern Languages and Literatures ; interdisciplinary approaches to language and literature. Languages and literature in the "global village". (Universidade de Brasília) 1996
- مجدى يوسف: خرافة الأدب الأوربى، الناشر: سمبوزيوم بريس، أخن وروتردام، عام Magdi Youssef, The Myth of European Literature (extended version), Aachen-Rotterdam (Symposium Press) 1998.
- مجدى يوسف: تحو تفكيك حقيقى لمركزية المعايير الأدبية: الإسهام العربي في هذا المضمار، في: أعمال المؤتمر الخامس عشر لمؤتمر: الإنسانية والحياة المستقيمة، 1988، ص 381-389. Magdi Youssef, “Towards a Real Decentralization of the Literary Canon: The Arab Contribution,” in: Horwath, Peter; Hendrickson, William L; Valdivieso, L. Teresa; Thor, Eric P. (eds): Humanism and the Good Life, Proceedings of the Fifteenth Congress of the World Federation of Humanists, New York (Peter Lang) 1998, pp. 381–389.
- مجدى يوسف: من التداخل إلى التفاعل الحضارى، كتاب الهلال، 2001Magdi Youssef, Min al-Tadakhul ila at-Tafa'ul al-Hadari(From Socio-Cultural Interference to Cross-Cultural Interaction), Cairo (Kitab al-Hilal) 2001. (In Arabic).
- مجدى يوسف: معارك نقدية، ط1، كتاب الاسرة، ـ ط2 مزودة بتسع إضافات ـ الهيئة المصرية العامة للكتاب، القاهرة، 2007، 20072001Magdi Youssef, Ma'arik Naqdiyya (Critical Debates), Cairo 2007. 2nd edition.(In Arabic).
- مجدى يوسف: من المدخل الفقه لغوى إلى الدرس العلمى الاجتماعى للظواهر الأدبية المقارنة، في: مختارات من أعمال المؤتمر الثامن عشر للجمعية الدولية للأدب المقارن، ريو دى جانيرو، 2009. نشر مترجما للعربية في مجلة كلية الألسن، جامعة عين شمس، عام 2018.
- Magdi Youssef, “From A Philological To A Social-Scientific Approach With Regard To Comparative Literary Research”, in: Coutinho, Eduardo F. (ed.): Beyond Binarisms. Proceedings of the 18th International Comparative Literature Association (ICLA) [Conference, held in Rio de Janeiro 2007], Rio de Janeiro 2009.
- مجدى يوسف : نحو تحرير الأدب العالمى من همينة المعيارية الغربية، في: اللغات والأداب في ظل العولمة، أمستردام، وفيلادلفيا (بالولايات المتحدة)، الناشر: بنجامينز، 2015، 125- 149.291Magdi Youssef, " Decolonizing World Literature", in: D'haen, Theo, Jannis Goerland and Roger Sell (eds.): Major versus Minor ?- Languages and Literature in a Globalized World. John Benjamin's Publishing Company: Amsterdam and Philadelphia, 2015, pp. 125–140.
- مجدى يوسف : أسئلة المنهج الناقد، القاهرة، Magdi Youssef, As'ilat al-Manhag al-Naqidأ (Queries of a Critical Methodology/Epistemology), Cairo, 2016, pp 378.
- مجدى يوسف (تحرير ومشاركة في التأليف): الإسهام العربي المعاصر في الثقافة العالمية: حوار العربي - غربى، دار نشر علماء كمبردج (بالانحليزية والفرنسية)، 2018: The Contemporary Arab Contribution to World Culture: An Arab-Western Dialogue, Cambridge Scholars Publishing